# Aalen–Ulm-vasútvonal
Az Aalen–Ulm-vasútvonal egy normál nyomtávolságú, nem villamosított kétvágányú vasútvonal Németországban Aalen és Ulm között. A vonal egy rövid szakaszon érinti Bajorországot is. A vonal hossza 72,5 km, engedélyezett sebesség 160 km/h.